# Taekwondo (film)
Taekwondo è un film del 2016 diretto da Marco Berger e Martín Farina.

## Trama
Otto amici si ritrovano a trascorrere una vacanza in una casa di campagna di Buenos Aires. Uno di loro, Fernando, decide di invitare nella casa anche Germán, un ragazzo che frequenta con lui un corso di Taekwondo. Quello che Fernando ignora è che Germán è segretamente innamorato di lui.

## Botteghini
Il film ha incassato in tutto il mondo 2,186 dollari.

## Riconoscimenti

### Premi
- 2016 - Molodist International Film Festival[2]
  -  Sunny Bunny Prize per il miglior film LGBTQ

### Candidature
- 2017 - Guadalajara International Film Festival[2]
  - Premio Maguey per il miglior film
- 2017 - Argentinean Film Critics Association Awards[2]
  - Silver Condor per il miglior nuovo attore a Lucas Papa